# برونا آمارانته دا سیلوا
برونا آمارانته دا سیلوا (انگلیسی: Bruna Amarante da Silva؛ زادهٔ ۱۲ مهٔ ۱۹۸۴) بازیکن فوتبال اهل برزیل است.
از باشگاه‌هایی که در آن بازی کرده‌است می‌توان به باشگاه ورزشی واسکو دوگاما و باشگاه فوتبال پالمیراس اشاره کرد.
وی همچنین در تیم ملی فوتبال زنان گینه استوایی بازی کرده‌است.